# مدفع إلكترونات

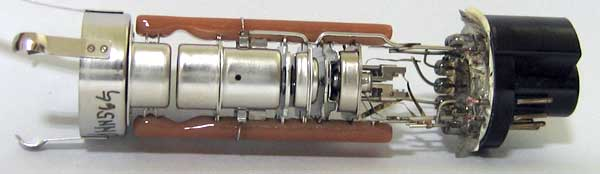
مدفع الإلكترونات من أنبوب أشعة مهبطية

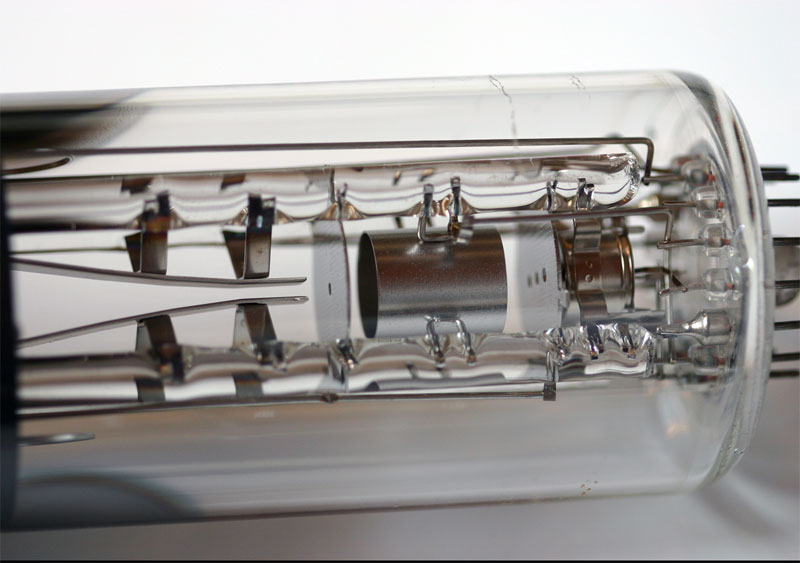
ذبذبات مدفع الإلكترونات

مِدفعة الإلكترونات أو مِدفع الإلكترونات أو مدفع إلكتروني هو مُكون كهربائي ينتج شعاع إلكتروني ضيق ومتناسق له طاقة حركية دقيقة.

## الاستخدامات
الاستخدام الأكبر لمدفع الإلكترونات هو في أنابيب أشعة الكاثود، المستخدمة في جميع أجهزة التلفزيون تقريبًا، وشاشات الكمبيوتر وأجهزة الذبذبات التي لا يوجد بها شاشات عرض. كما أنها تستخدم في عروض انبعاث المجال  وهي عبارة عن شاشات عرض مسطحة بشكل أساسي مصنوعة من صفوف من أنابيب أشعة الكاثود الصغيرة للغاية. كما أنها تستخدم في أنابيب فراغ شعاع الموجات الدقيقة مثل كليسترون، وأنابيب الإخراج الاستقرائي، وأنابيب الموجات المتحركة، والجيروترونات، وكذلك في الأدوات العلمية مثل المجاهر الإلكترونية ومسرعات الجسيمات.